# Jason O'Mara
Jason O'Mara (sinh ngày 6 tháng 8 năm 1972) là nam diễn viên người gốc Ireland. Anh được biết đến qua các bộ phim truyền hình như: In Justice, Life on Mars, Terra Nova, Vegas và Agents of S.H.I.E.L.D..

## Sự nghiệp
O'Mara biểu diễn với Công ty Royal Shakespeare . Tác phẩm sân khấu của anh ấy ở London và Dublin bao gồm The Jew of Maltavà Popcorn , và anh ấy đã được đề cử cho Nam diễn viên phụ xuất sắc nhất vào năm 2002 tại Giải thưởng Nhà hát Ireland cho vai diễn John trong Neil LaBute 's Bash .
Anh xuất hiện trong The Homecoming của Harold Pinter ở London và Dublin cũng như Trung tâm Lincoln ở New York. Anh đã đóng vai chính trong các loạt phim khác, bao gồm The Agency , Band of Brothers , Monarch of the Glen , High Stakes , Playing the Field ,The Bill , Berkeley Square và Reach for the Moon . 
Anh đã đóng vai chính Sam Tyler trong phiên bản làm lại của Mỹ từ loạt phim Life on Mars của Anh .  Anh cũng đóng vai Jim Shannon, vai chính trong loạt phim truyền hình Terra Nova năm 2011 của đài Fox .  Anh đóng vai Philip Marlowe trong một phi công năm 2007 mang tên Marlowe .
Trong cả hai năm 2005 và 2008, O'Mara đóng vai khách mời trên TNT's The Closer , đóng vai Bill Croelick đáng nhớ ("chỉ đơn giản là Brenda!"), Một người đàn ông quyến rũ và tâm thần với một bản chất lửa.
O'Mara cũng đóng vai khách mời trong tập phim "The Last Word" mùa thứ hai của Criminal Minds với vai một kẻ giết người hàng loạt. O'Mara xuất hiện trong One for the Money với vai Joe Morelli. Anh ấy cũng xuất hiện trên Vegas với tư cách là Jack Lamb. 
O'Mara đã được chọn vào vai Bruce Wayne / Người dơi cho Vũ trụ DC Phim hoạt hình gốc được chia sẻ vũ trụ các bộ phim hoạt hình DC dựa trên The New 52 . Anh ấy đã đóng vai này trong Justice League: War và Son of Batman và đã đóng lại vai trò của mình cho một số bộ phim khác trong dòng, bao gồm Justice League: Throne of Atlantis , Batman: Bad Blood và Batman: Hush . 
O'Mara tham gia dàn diễn viên của Marvel's Agents of SHIELD , nơi anh đóng vai Jeffrey Mace , giám đốc mới của SHIELD . 
Vào tháng 10 năm 2018, O'Mara tham gia vào dàn diễn viên của The Man in the High Castle , nơi anh đóng vai Wyatt Price thông thường của loạt phim , một nhà cung cấp thông tin chợ đen cho Juliana Crain về sự ra đi của các thực tại thay thế và các bộ phim của họ.
Vào năm 2019, có thông báo rằng O'Mara sẽ đóng vai chính trong loạt phim Thần thoại & Anh hùng có hàng rào bảo vệ thần thoại Hy Lạp của Netflix , trong đó anh sẽ lồng tiếng cho thần Zeus. 

## Đời tư
Jason kết hôn với nữ diễn viên người Mỹ Paige Turco tại Old Saybrook, Connecticut vào tháng 9 năm 2003, họ đã sinh được một con.
Năm 2009, Jason nhận quốc tịch Mỹ. Tháng 5 năm 2017, anh và Paige ly thân và hiện đang trong quá trình ly hôn.

## Danh sách phim từng tham gia
| Năm       | Tiêu đề                            | Vai diễn                           | Ghi chú                                        |
| --------- | ---------------------------------- | ---------------------------------- | ---------------------------------------------- |
| 1995      | Mùa hè                             | Cha Pat                            |                                                |
| 1996      | Người lính người lính              | Y tế                               |                                                |
| 1996      | Xe tải vũ trụ                      | Chopper 3                          |                                                |
| 1998      | Thực hành cao điểm                 | Billy Vấn đề                       |                                                |
| 1998      | Quảng trường Berkeley              | Ned Jones                          |                                                |
| 1999      | Những bí ẩn của bà Bradley         | Jake Hicks                         |                                                |
| 2000      | Hóa đơn                            | DCI / Det. Supt. Richard Pallister |                                                |
| 2000–2002 | Chơi trên sân                      | Lee Quinn                          | truyền hình nhiều tập                          |
| 2001      | Monarch of the Glen                | Fergal MacLure                     | truyền hình nhiều tập                          |
| 2001      | The Cassidys                       | Dominica                           |                                                |
| 2001      | Cổ phần Cao                        | Greg Hayden                        |                                                |
| 2001      | Ban nhạc anh em                    | Thiếu úy Thomas Meehan III         | HBO Miniseries                                 |
| 2002–2003 | Cơ quan                            | Andrew Blake "AB" Stiles           | truyền hình nhiều tập                          |
| 2004      | Csi miami                          | Tiến sĩ Keith Winters              | 1 tập                                          |
| 2005–2008 | Gần gũi hơn                        | Bill Croelick                      | 2 tập: "Rút lui tử vong" & "Bỏng có kiểm soát" |
| 2006      | Người đàn ông ở trên cây           | Stuart Maxson                      |                                                |
| 2006      | Tư tưởng tội phạm                  | Kẻ giết người Mill Creek           | 1 tập                                          |
| 2006      | Trong công lý                      | Charles Conti                      |                                                |
| 2007      | Tuyệt chủng ác trú                 | Albert Wesker                      | Dựa trên Resident Evil 5 một cách lỏng lẻo     |
| 2008      | Grey's Anatomy                     | Phillip Robinson                   | 2 tập                                          |
| 2008–2009 | Sự sống trên sao Hỏa               | Thám tử Samuel "Sam" Tyler         | Vai chính của phim truyền hình                 |
| 2009      | Tin tưởng tôi                      | Stu Hoffman                        | 1 tập                                          |
| 2011      | Vùng đất mới                       | Jim Shannon                        | truyền hình nhiều tập                          |
| 2012      | Một đồng                           | Joe Morelli                        |                                                |
| 2012–2013 | Vegas                              | Jack Lamb                          | truyền hình nhiều tập                          |
| 2013      | Người vợ tốt                       | Damian Boyle                       |                                                |
| 2013      | Trong một thế giới...              | Ông Pouncer                        |                                                |
| 2014      | Justice League: War                | Bruce Wayne / Người dơi            | Trực tiếp đến video                            |
| 2014      | Con trai của Người dơi             | Bruce Wayne / Người dơi            | Trực tiếp đến video                            |
| 2015      | Justice League: Throne of Atlantis | Bruce Wayne / Người dơi            | Trực tiếp đến video                            |
| 2015      | Người dơi vs. Robin                | Bruce Wayne / Người dơi            | Trực tiếp đến video                            |
| 2015      | Các biến chứng                     | John Ellison                       | truyền hình nhiều tập                          |
| 2015      | Con của tự do                      | George Washington                  | Miniseries                                     |
| 2016      | Cuộc vây hãm Jadotville            | Sergeant Jack Prendergast          |                                                |
| 2016–2017 | Tay sai của người lãnh đạo         | Jeffrey Mace 14 tập                | Phim truyền hình                               |
| 2016      | Người dơi: Máu xấu                 | Bruce Wayne / Người dơi            | Trực tiếp đến video                            |
| 2016      | Justice League vs. Teen Titans     | Bruce Wayne / Người dơi            | Trực tiếp đến video                            |
| 2017      | Justice League Dark                | Bruce Wayne / Người dơi            | Trực tiếp đến video                            |
| 2018-2019 | Người đàn ông trong lâu đài cao    | Giá Wyatt                          | Phim truyền hình (Amazon Prime) Phần 3-4       |
| 2018      | Cái chết của siêu nhân             | Bruce Wayne / Người dơi            | Phim hoạt hình                                 |
| 2019      | Triều đại của các siêu nhân        | Bruce Wayne / Người dơi            | Phim hoạt hình                                 |
| 2019      | Người dơi: Hush                    | Bruce Wayne / Người dơi            | Phim hoạt hình                                 |
| 2020      | Justice League Dark: Apokolips War | Bruce Wayne / Người dơi            | Phim hoạt hình                                 |
| 2020-nay  | Máu của thần Zeus                  | Zeus                               | Loạt phim hoạt hình gốc Netflix                |
| 2021      | Sự khởi hành                       | Max O'Neill                        | Vai chính (Phần 2)                             |
| 2021      | Sự thật mà nói                     | Joshua Keith                       | Vai khách mời, 2 tập                           |
| 2021      | Thôi miên                          | Tiến sĩ Collin Meade               |                                                |